# Каменья-Гваза
Каме́нья-Гва́за (англ. Kamenya Gwaza) — традиційна громада у складі дистрикту Дедза Центрального регіону Малаві.
Населення — 36839 осіб (2018).